# César Martins de Oliveira
César Martins de Oliveira (Sao Joao da Barra, Brasil, 13 de abril de 1956-Río de Janeiro, 17 de septiembre de 2024)fue un futbolista brasileño que jugó en la posición de delantero.

## Equipos
| Periodo   | Club         |
| --------- | ------------ |
| 1976-1979 | America RJ   |
| 1979–1983 | SL Benfica   |
| 1983–1984 | Grêmio FBPA  |
| 1985      | SE Palmeiras |
| 1986      | EC São Bento |
| 1987      | EC Pelotas   |

## Muerte
César murió en Río de Janeiro el 17 de septiembre de 2024 a los 68 años a causa del cáncer de próstata.

## Logros

### Club
- Campeonato Carioca: 1976
- Copa Libertadores: 1983 (anotó el gol del título)
- Copa Intercontinental: 1983
- Portuguese League: 1980–81, 1982–83
- Portuguese Cup: 1979–80, 1980–81, 1982–83
- Supertaça Cândido de Oliveira: 1980
- Copa de Lisboa: 1979-80, 1981-82

### Individual
- Goleador del Brasileirao en 1979.[4]
- Bota de Prata en 1979.